# Club Social y Deportivo Flandria
El Club Social y Deportivo Flandria es una institución deportiva argentina fundada el 9 de febrero de 1941 por Julio Steverlynck. Su actividad principal es el fútbol y está afiliado a la AFA desde 1947. Actualmente se desempeña en la Primera B, tercera división del fútbol argentino para los clubes directamente afiliados a la AFA.
El 12 de junio de 2016 ascendió a la Primera B Nacional por primera vez en su historia. El 20 de noviembre de 2021 logró el segundo ascenso tras ganarle la final a Colegiales.

## Historia

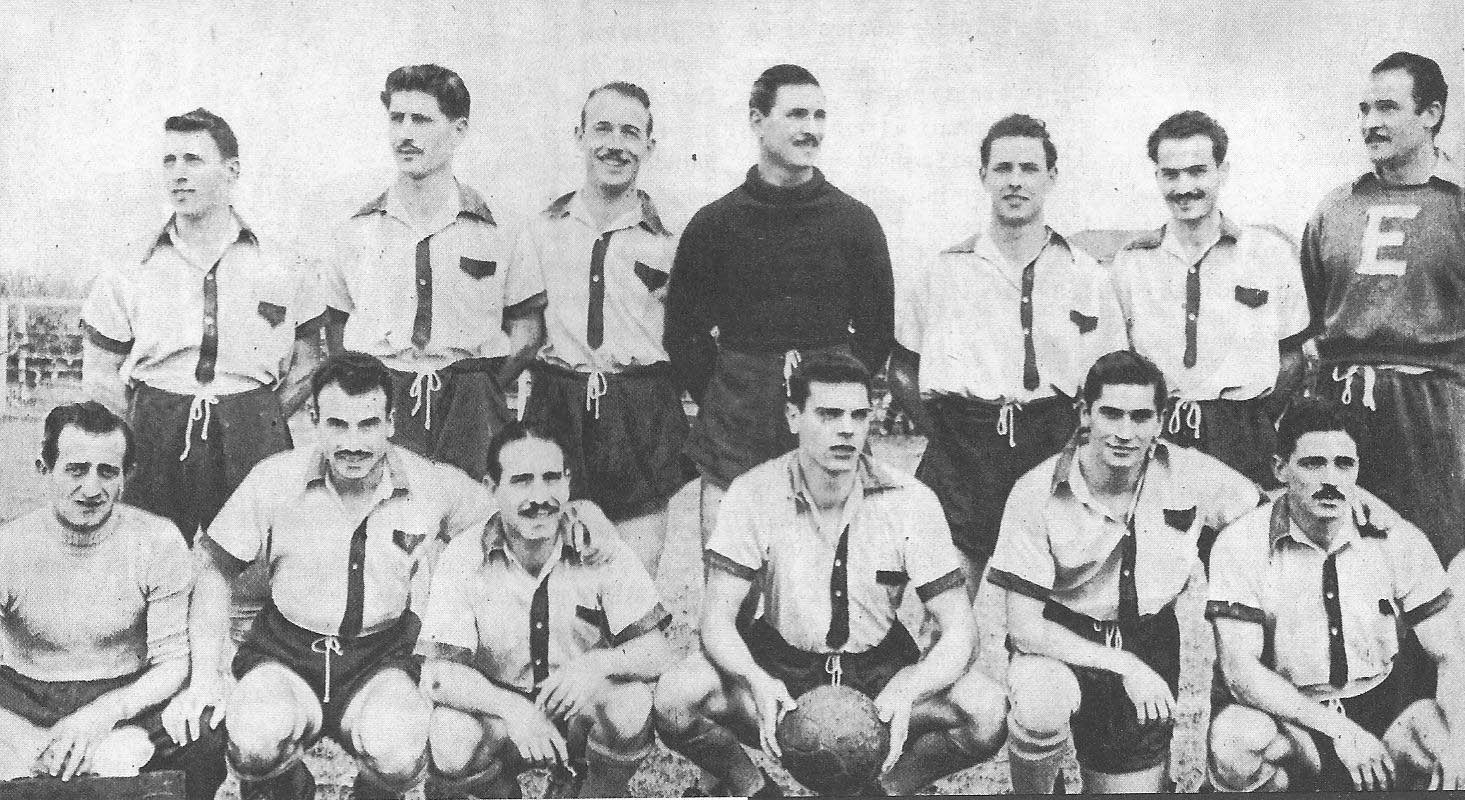
Flandria en 1952

En 1928 el empresario algodonero de origen belga Julio Steverlynck establece una fábrica en Jáuregui, perteneciente a la ciudad de Luján, donde trabajaba una gran cantidad de inmigrantes europeos. Estos formaron un equipo de fútbol y disputaron sus primeros partidos contra el club Jauregui Juniors y combinados de Lujan y Mercedes. Durante la llamada "Década Infame" lucían una casaca con franjas verticales bajo el nombre de Flandria. Para 1935, pasó a llamarse Villa Flandria.
El 9 de febrero de 1941, en una reunión extraordinaria de vecinos de Jáuregui en el salón Rerum Novarum, se propuso a la población que la institución agrupe a sus familias mediante actividades culturales y la práctica de deportes. Luego, se designó la primera comisión directiva del club Flandria, presidida por José Delesie, que estaba integrada por los siguientes miembros: Armando Galcerán (Secretario), Abel Etchart (de Actas), Alberto Perazzo (Tesorero) y Norberto Dezarnaud (Pro). Ese mismo año el Club obtendría el título en la Liga Lujanense. Los primeros encuentros de local eran disputados en la cancha Municipal de Luján. Volvió a consagrarse campeón de la Liga Local en 1944.
En 1946 se le concedió la personería jurídica. En 1947 se afilió a la AFA y comenzó a participar de la Tercera de Ascenso. Una vez afiliado a la AFA, en su primer partido oficial Flandria obtiene la victoria, en un cómodo 5 a 3 ante Alumni de Villa Urquiza con goles de Caricatto, Brando, Cabral y Folgueira en dos ocasiones. Caricatto se convertiría así en el autor del primer gol oficial en la historia aurinegra.
La primera vez que Flandria hizo las veces de local en un torneo oficial AFA fue enfrentando a San Telmo y el encuentro finalizó 1 a 1 con gol de Holvoet. Ese partido se jugó en la cancha del Chano, actual cancha de fútbol infantil del colegio San Luis Gonzaga, que también se encuentra en Jáuregui, la cual reemplazaba al viejo predio emplazado al costado del Teatro Rerum Novarum que se usaba previamente como cancha local. Así en su primera incursión en el fútbol profesional obtuvo 19 puntos en 30 fechas.
En 1952 el Canario se consagra campeón y obtiene el ascenso a la Primera C, donde realiza exitosas campañas en 1953 y 1957 en las que logra el subcampeonato detrás de El Porvenir y Defensores de Belgrano.

### Flandria es de la "B"
En el año 1972 el club obtuvo el ascenso a la Primera Divisional B (segunda categoría de AFA en aquel entonces). El logro llegó merced al subcampeonato obtenido con 57 puntos, a cuatro del campeón Defensores de Belgrano. Pero el segundo lugar no fue en soledad, ya que Sarmiento de Junín logró los mismos puntos y el segundo ascenso debió dirimirse en una verdadera final, jugada el 12 de diciembre de 1972 en el estadio de Ferrocarril Oeste. El canario de Jáuregui, acompañado de una verdadera multitud entre la que se incluía su mentor don Julio Steverlynck, venció 3-1 con dos goles de Nocella y uno de Apariente.
Luego de salvarse del descenso en 1976, al año siguiente conseguiría su mejor campaña histórica. Cuando en 1977 quedó a 8 puntos de ascender a la Primera División. Logró 40 unidades y terminó en la quinta posición. Dos años después, en 1979 y tras terminar en el último puesto, el club retornó a la Primera C. 
La década de 1980 fue una década sumamente magra deportivamente, salvo los años 1983 y 1985, donde el equipo ingresó al reducido, pero sin éxito.
A principios de la década de 1990 el club pasa por sus peores horas en lo institucional, tras la convocatoria y cierre de la Algodonera, el club no tuvo asegurada su supervivencia y caminó por un tiempo en la cornisa de la quiebra y la desafiliación. No obstante, en lo deportivo las campañas son aceptables para la mantenerse en la cuarta categoría. Ingresa al reducido en las Temporadas 1994/95, 1995/96 y 1996/97.

### Años dorados
En 1998 volvió a la B Metropolitana, tras ser campeón del Torneo Clausura 1998 y ganar las finales ante Ituzaingó con un contundente resultado global de 5-0. La primera temporada en la nueva categoría lo encuentra haciendo un aceptable Apertura (22 puntos en 17 PJ) y desmejora en el Clausura (19 puntos en 17 PJ). No obstante el desempeño le permite cerrar la temporada 1998-99 en 13° lugar de 18 equipos con 41 puntos, y con relativa comodidad respecto a los promedios.
En la 1999-00 el equipo de Santorelli se transforma en la sorpresa del certamen. Con una gran regularidad, termina 4° con 53 unidades en 34 PJ (13 PG, 14 PE, 7 PP). El equipo termina a solo 7 unidades del ganador del torneo, aunque en el reducido la ilusión queda trunca rápidamente: caída sin atenuantes 0-3 ante Defensores de Belgrano a pesar de tener la localía y la ventaja. En 2000-01 termina 17° con 34 unidades en 38 PJ. A pesar de ser una floja campaña, el buen trabajo de la temporada anterior le otorga tranquilidad respecto al descenso.
En la temporada 2001-02 volvió a estar en instancias definitorias para el ascenso a la B Nacional: logró acceder al reducido de ascenso tras un 9° puesto, perdiendo contra Sportivo Italiano en octavos de final. En 2002-03 termina en los puestos de abajo, 18° con 38 puntos en 36 PJ. En 2003-04 logra mejorar su campaña de dos años atrás, llegando en el 6° puesto con 71 puntos en 42 PJ, pero por el formato de la competición no disputa ninguna instancia definitoria.
De allí en adelante el equipo no pudo repetir buenos rendimientos en la categoría, deambulando alternativamente entre la mitad de la tabla y la pelea por la permanencia: fue 18° con 37 puntos en 40 PJ en la 2004-05, 15° con 43 puntos en 34 PJ en la 2005-06, 18° con 46 puntos (22 Apertura y 24 Clausura) en 42 PJ en la 2006-07 y 14° con 49 puntos en 40 PJ en la 2007-08.
La temporada 2008-09 dejó al canario en la 14.ª posición, manteniéndose alejado del descenso. La siguiente temporada halló a un Flandria en problemas, se acercaba el final del torneo y se mantenía próximo a las plazas de descenso. Aunque sumó tan solo 40 puntos, a fuerza de un Andrés Montenegro imparable que marcó 18 goles en la temporada, a través de un partido desempate contra San Telmo condenó a su rival a jugar la promoción y logró conservar la categoría.
La temporada 2009-10 y la 2010-11 siguieron lo que sería una constante en los siguientes años, campañas agónicas, sumando muchos puntos en las segundas partes de torneo, para escaparle al fantasma del descenso. La 2011-12 dejó a Flandria en una posición más holgada, quedando a tan solo 5 puntos del reducido y tomando un poco de distancia de la zona caliente de descenso.
La siguiente temporada (2012-13), la buena sumatoria de puntos lograda en la temporada anterior le permitió al Club tener cierta tranquilidad, y a pesar de navegar en la parte baja de la tabla, se mantuvo lejos de la zona caliente del descenso. Terminó 15° en la tabla con 48 puntos (12 PG, 12 PE, 16 PP) y 13° de 21 equipos en la tabla de promedios. Al finalizar dicha temporada, el club firmó un convenio hasta 2016 de intercambio de jugadores con el Club Atlético Lanús. A través de ella arribaron al club prometedores jugadores que habían disputado partidos en Primera División en su club de origen pero que llegaban en busca de continuidad.
La temporada 2013-14 fue la portadora de malas noticias. El tan temido descenso llegó a tocar la puerta, luego de sumar tan solo 35 puntos en 40 partidos, de cambiar 4 técnicos en una sola temporada, con una primera mitad de competición muy mala, cosechando una gran cantidad de derrotas y goles en contra. Muestra de la situación de la temporada es que de 40 encuentros, solo logró sumar 7 victorias. La llegada de Pedro Monzón en el ecuador de la Competición no pudo revertir el mal momento y el 17 de mayo de 2014 quedó decretado el descenso a la Primera C tras 16 años en la Primera B Metropolitana perdiendo por 1 a 0 ante la UAI Urquiza en la anteúltima fecha de la temporada.
Tras el descenso a la Primera C, se reforzó fuertemente el plantel para retornar a la B de la forma más rápida posible. Inmerso en una reestructuración de las distintas categorías de ascenso, Flandria fue asignado a la Zona B de la Primera C, donde logró buenas performances, permaneciendo en la primera colocación durante gran parte del campeonato, hasta cercano el final, donde San Telmo a base de victorias le arrebató la punta y logró una ventaja de 4 puntos a dos fechas del final. En una remontada heroica y luego de dos victorias consecutivas, Flandria consiguió forzar un partido desempate ante el Candombero, en cancha de Defensa y Justicia. El partido finalizó 3 a 1 con una actuación determinante del gran ídolo Canario, Andrés Montenegro, que convirtió el segundo gol de chilena. Esta victoria significó el retorno de Flandria a la Primera B Metropolitana.
En su retorno a la Primera B, disputó el Campeonato de 2015 terminando en 11° colocación con 54 puntos, con 13 PG, 15 PE y 14 PP, a tres unidades del último peldaño de acceso al Reducido, ocupando por Platense. Este puntaje le permite también alcanzar el cómodo puesto 11° entre 22 equipos en la tabla de promedios para el descenso. El Torneo de Transición 2016 encuentra al conjunto canario disputando desde un comienzo los puestos de vanguardia, ganando los 3 primeros partidos disputados como local. Una derrota en el Carlos V ante Deportivo Español disminuye las expectativas, pero tres encuentros sin perder con dos triunfos lo mantienen en un espectante 3° lugar detrás de Colegiales (que sería su próximo rival) y Fénix. La derrota 2-1 en el final del partido ante el elenco de Munro (luego de ir ganando 0-1) ponía una distancia de 8 unidades entre el canario y la punta del torneo, quedando 8 partidos en disputa. Ayudado por la merma de Colegiales y con la contundente cifra de 5 partidos ganados y 2 empates en 7 partidos (con solo 1 gol recibido) llega a la última fecha con la chance histórica de ascender por primera vez a la Primera B Nacional y por segunda vez (tras 44 años) a la segunda división del fútbol de AFA.
El 12 de junio de 2016 Flandria empata contra Atlanta 0-0 en Villa Crespo y logra el histórico ascenso a la Primera B Nacional.

### Etapa del Nacional B
Ya en la "B" Nacional Flandria se mantiene en esta divisional por espacio de dos temporadas, en la primera de ellas (2016/2017) tras una primera rueda regular (7-5-10) y 26 pts, tiene una gran reacción en la segunda etapa del certamen y mantiene su máximo invicto histórico al totalizar 17 partidos sin derrotas (8-9-0), cayendo el mismo ante el campeón del torneo Argentinos Jrs por 0 - 1 (gol del seleccionado "Nico" González) en el mismísimo Carlos V. El final de campaña encontrará al "Canario" en el puesto 14.º dentro de 23 equipos con 56 pts realizados en 44 fechas (13-17-14), estando a escasos 4 puntos de la clasificación al Octogonal por el segundo ascenso y salvándose del descenso (objetivo inicial del club) a 4 fechas antes de finalizar la temporada, ganando además como visitante en canchas difíciles (Instituto de Córdoba - Gimnasia de Jujuy y trayendo empates que merecieron ser más contra Independiente Rivadavia de Mendoza, Boca Unidos de Corrientes, Santamarina etc), mientras que de local en Jáuregui tuvo partidos brillantes como fueron las goleadas a Indep de Riv de Mendoza 3 a 0, Juv Unida de Gualeguaychú 4 a 1, Gimnasia de Jujuy y Ctral Córdoba de Sgo del Estero ambos por 2 a 0. 
En el equipo de la dupla Orsi-Gómez se destacó por ser un plantel largo en la segunda ronda con refuerzos que le cambiaron a mitad de temporada la cara al equipo (Sebastián Matos y "Paqui" Costa), a lo que se le afianzó un seguro Leonardo Griffo en el arco, una dupla central muy confiable como Gabriel Díaz y Williams Riveros, un mediocampo muy batallador y rendidor como Mauro Bellone, Alejandro Altuna, el "Perrito" González y delanteros picantes como Ramiro Fergonzi, Sebastián Bueno entre otros.
Con un éxodo natural de jugadores por el muy buen rendimiento del torneo anterior ("Gaby" Díaz a Ferro / "Paqui" Costa a Nacional de Paraguay / Williams Riveros a Barcelona de Ecuador / Sebastián Bueno a Jaguares de Colombia / Ramiro Fergonzi a Mitre de Sgo del Estero y Patriotas de Colombia) y muchas bajas importantes más Flandria no pudo repetir lo de la temporada anterior por lo que terminó descendiendo en un año que la AFA dispuso 6 descensos (mucho para un club de pueblo que batalló con grandes e históricos de la categoría y clubes provincia, (que cuentan con un presupuesto infinitamente mayor), fue así que ocupó el puesto 24.º dentro de 25 clubes (5-9-10), torneo de una sola rueda y regresó a la "B" Metropolitana sumando apenas 24 pts en igual cantidad de juegos. Sin embargo en este torneo el "Canario" tuvo "perlitas" como el empate 3 a 3 ante San Martín de Tucumán, la victorias ante Quilmes 2 a 0 y ante Chicago 5 a 2 (como visitante) y un empate en el Estadio Mundialista de Mar del Plata que mereció ser triunfo ante Aldosivi 2 a 2. La figura destacada de ese plantel fue el delantero Luciano Pons máximo artillero del equipo.

### Campeón de primera B Metropolitana 2021
Con la reestructuración que hizo AFA y el ascenso en masa de equipos a la categoría superior Flandria quedó en una divisional un tanto "descafeinada" donde la entidad de Jáuregui, pese a tener dos campañas regulares, se afianzó sin embargo como uno de los grandes de la categoría (junto a Los Andes y Talleres RE). En la 2018/2019 entró 11.º con 50 pts lejos de los punteros (12-14-12). En la 2019/2021 tuvo otro torneo irregular con 39 pts en 30 partidos (8-15-7). Este torneo fue atípico y se tuvo que re acondicionar los partidos por la pandemia Mundial que azotó a todo el planeta.
Pero el regreso a la normalidad de los torneos (pese a que se debió jugar casi todo el año a puertas cerradas y sin público) Flandria (bajo el comando técnico de Andrés Montenegro) se encontró con un muy buen torneo Apertura, el cual ganó Colegiales con 31 pts y Flandria ocupó el 5.º puesto con 27 unidades (8-3-5). 
Ya en el Clausura cuando todo parecía que Colegiales lograría el torneo y por ende el ascenso directo, Flandria en el 2.º lugar y de gran torneo quedaba a 4 pts sobre 12 en disputa, pero un triunfo ante la entidad de Munro por 2 a 0 en Jáuregui lo puso a una unidad de distancia. Las tres últimas jornadas fueron palo y palo porque Flandria triunfó en todos sus compromisos (4 a 0 ante Fénix en cancha de Dep Merlo, luego 1 a 0 ante Def Unidos en Jáuregui y por el mismo marcador en la última jornada llega al partido decisivo ganando en Berisso ante Villa San Carlos (gol de Nouet), mientras que Colegiales con un triunfo y un empate (ante Acassuso) caía en la última pelota del partido como local ante Sacachispas por 1 a 0. Estos resultados no solo daban la obtención del título Clausura a Flandria sino que además por diferencia de gol logra el primer puesto en la clasificación general con 61 puntos definiendo el ascenso en el ida y vuelta por tener mejor diferencia de gol cerrando la serie en el Carlos V. 
En la primera final "Cole" venció 1 a 0 en un resultado que fue corto por lo que se vio dentro de la cancha, pero la paridad de ambos equipos era tal que siempre se produjo el mismo resultado ganando siempre el locatario sus partidos (ambos 2 a 0). Ya en el partido de revancha y definición del título ante una multitud que literalmente dejó pequeñísimo el Carlos V, el club anunció las entradas agotadas a 4 días del partido. Con 7.000 almas canarias en el estadio el partido se encaminaba al empate en cero en un partido friccionado y jugado con muchos nervios. Luego de muchas interrupciones por cambios, lesiones y simplemente "tiempo" (lo lógico que hace cualquier equipo que está en ganancia) el árbitro del partido Sebastián Zunino adiciona 8 min de tiempo extra (pese a que el partido visto más tarde se evidenció que estuvo parado por 13 largos minutos) y cuando ya todo era anarquía y un equipo visitante "atrincherado" en su área rechazando cada balón que llegaba cerca de su arco, un centro de Andrés Camacho desde la derecha al segundo palo encuentra la cabeza de Franco Tissera quién aprovecha su altura y la mala salida del arquero Báez para estampar el 1 a 0 a los 52 min y 11 seg exactos de los 53 que se iban a jugar. Con el agónico gol no hubo tiempo para más porque tras los festejos y el grito ensordecedor de los 7.000 hinchas del local el árbitro pitó el final y todo se definiría desde el punto penal.
La definición de la pena máxima fue un lógico tema de angustia para uno y otro equipo. Flandria inició la serie con un penal atajado por Báez a Matías Nouet, pero todo seguiría igual tras el primer disparo de Colegiales que Camacho envía por arriba del horizontal. Flandria llegaría al quinto penal con opción de ascender (ya que la visita dilapida el tercer disparo con la contención del "Monito" Lungarzo al defensor Thiago Luna), pero Flandria a través del juvenil Julián Marchio (figura del equipo en la temporada) marra el envío definitorio y hace que la serie de penales se extienda a 8 ejecuciones por bando, hasta que luego del sexto convertido por otro canterano (Julián Pesco Ford), Lungarzo contiene a Diego Magallanes para darle de esta manera el segundo ascenso a la "B" Nacional en su vida al "Canario" quién una vez más viajará por las provincias del país. 
En un plantel largo y parejo se destacaron: el arquero Juan Manuel Lungarzo, los centrales Andrés Camacho y la aparición del juvenil Julián Marchio, los volantes Enzo Trinidad, Francisco Solé, Matías Nouet y el delantero  Lautaro Gordillo. Tan largo fue el equipo de Flandria que sufrió 3 roturas de ligamentos cruzados dentro de su plantel y el equipo jamás se resintió. Flandria coronó el título tras jugar 34 partidos ganar 19, empatar 7 y perder apenas 8 encuentros, además de ser el máximo anotador de la temporada (56). Entre sus victorias más importantes se destaca el 7 a 2 ante Argentino de Quilmes en Jáuregui con 5 goles de Lautaro Gordillo convirtiéndose en el jugador de Flandria que más goles ha hecho en un solo partido (pese a haber sido reemplazado a los 20 del segundo tiempo) y las otras goleadas: ante Fénix y Armenio ambas por 4 a 0 y Cañuelas 4 a 2.

## Presidentes

### Comisión directiva
| Comisión directiva |
| |
| - Presidente: - Juan Bianchi - Vicepresidentes: - Vanina Torres - Alejandro Margaride - Secretario: - Santiago Sansalone - Pro-secretario: - Carlos Sansalone - Tesorero: - Cristian Basualto - Pro-tesorero: - Joaquín Martucci - Secretario de Actas: - Joaquín Laurelli |
| |

| Comisión directiva |
| |
| - Vocales Titulares: - Pablo Gatti - Emiliano Guaita - Francisco Ramos - Gabriel Asensos - Mario D'odorico - Marcos Camacho - Vocales Suplentes: - Sofia Schwindt - Jeremías Fraccheti - Facundo Musso - Julieta Serra - Flavio De Rossi - Anabella Garcia - Revisores de cuentas: - Malena Perazzo - Andrés Rolandelli |
| |

### Cronología de Presidentes
| Período   | Nombre            |
| --------- | ----------------- |
| 1915-1917 | José Delesie      |
| 1917-1919 | Armando Galcerán  |
| 1919-1921 | Luis Zoya         |
| 1921-1923 | Abel Etchart      |
| 1923-1925 | Cayetano López    |
| 1925-1927 | Jorge Lizzier     |
| 1959-1960 | Cayetano López    |
| 1960-1961 | Remigio Moratinos |
| 1962-1963 | Juan Orlando      |
| 1964      | Cayetano López    |
| 1965      | Roque Venera      |
| 1966-1969 | Pol Delesie       |
| 1970-1971 | Alberto Hernández |
| 1972      | Ciro Propedo      |
| 1972      | Roberto Carnevari |
| 1973-1974 | Tomás Marini      |
| 1975      | Roberto Cortés    |

| Período       | Nombre            |
| ------------- | ----------------- |
| 1976-1977     | Mateo Hrastre     |
| 1978-1979     | Alberto Hernández |
| 1980-1981     | Roberto Cortés    |
| 1982-1983     | Mateo Hrastre     |
| 1984-1985     | Roberto Cortés    |
| 1986-1995     | Héctor Cava       |
| 1995-1996     | José Luis Larrea  |
| 1996-2001     | Hernán Mosca      |
| 2001-2003     | Adalberto Ramos   |
| 2003-2006     | José Luis Larrea  |
| 2006-2008     | Pablo Gatti       |
| 2009          | Adalberto Ramos   |
| 2009-2014     | Carlos Jech       |
| 2014-2017     | Pablo Gatti       |
| 2017-2021     | Fabián Poli       |
| 2021-presente | Juan Bianchi      |

## Estadio

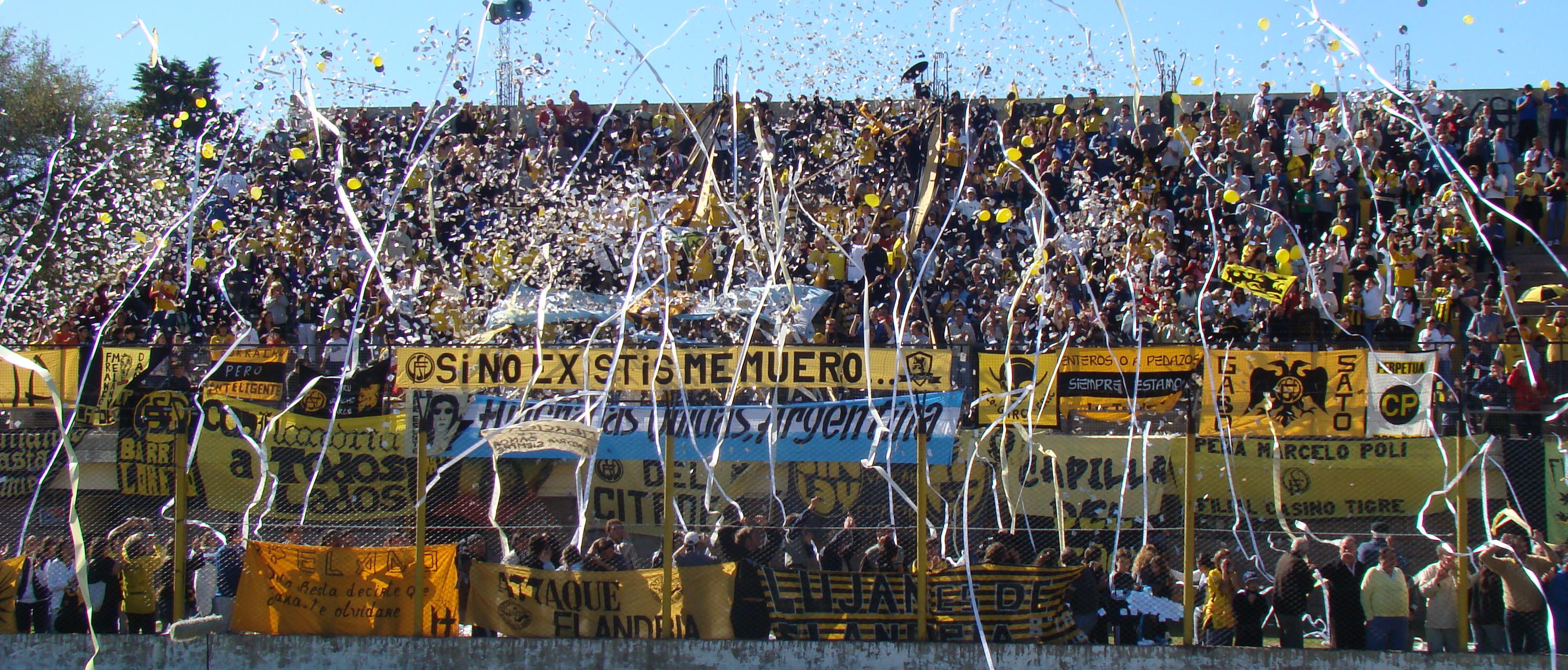
Vista de la Tribuna del Carlos V

La primera cancha que tuvo Flandria fue hecha por los mismos empleados dentro de la fábrica en un campo que estaba destinado al secado de la tintura en las telas (1928-1940), donde disputaron sus primeros partidos de manera amateur. En 1940 se creó el campo de deportes "El Chano" en la estancia "La Pebeta" donde jugó los partidos de los primeros años como afiliado a AFA (1947). Boca Jrs (el cual llegó con su oncena titular como parte de pago del pase del delantero Pedro Mansilla) y San Lorenzo fueron partícipes de encuentros en este escenario, el cual hoy la antigua estancia es propiedad del colegio Inmaculada Concepción y el terreno de deportes en la cancha de fútbol Infantil de San Luis Gonzaga. La extinta cancha tenía dos tribunas hechas con mitades de tronco de árboles con 6 escalones por lado y fue escenario del debut de Flandria en AFA en el empate 1 a 1 ante San Telmo (gol de Holvoet) por el torneo de Tercera de Ascenso (hoy 1.º "D") un 25 de mayo de 1947 ante la presencia de 3000 personas. Ya en 1960 se creó el Estadio Carlos V, el cual fue inaugurado un 9 de julio de 1960, con un partido disputado contra Deportivo Español, el cual finalizó con un marcador adverso para los locales de 4 a 1, con la presencia en la visita de Toti Veglio y Carlos Bilardo. El estadio lleva el nombre de "Carlos V" en honor al emperador del Sacro Imperio Romano Germánico (1500-1558), lugar donde nació Don Julio Steverlynck (Bélgica).
Sus gradas (hasta septiembre de 2016) estaban divididas en tres sectores: Popular local "Pedro de Mendoza", Platea (divididas en Norte y Sur) y la ex Popular Visitante "Diego de Luján", hoy utilizada por el público local debido al crecimiento  entre sus fieles seguidores. Éstas están distanciadas del campo de juego llamativamente, ya que en la antigüedad, se usaba ese espacio para correr carreras de "Trote" (similares a los carruajes romanos, o al Sulky nacional) en el Círculo Martín Fierro (predio vecino del Estadio) con un circuito oval de 1000 m. En septiembre de 2016, tras el ascenso a la B Nacional, se comienza a construir una tribuna detrás de uno de los arcos para las delegaciones visitantes pasando a ser la totalidad de las tribunas de hormigón destinadas para el público local. 

### Edificio Flandria
Inaugurado en 1954, el edificio Flandria fue en un principio un Centro Cívico del pueblo en el que se congregaban muchas instituciones (Banda de música "Rerum Novarum" / Soc Colombófila / Subcomisión de Fiestas y Desfiles / Registro Civil / Biblioteca "San Luis Gonzaga" / Centro de enseñanza de Inglés y sede del club Flandria, mientras la ex Algodonera terminaba de construir su lugar definitivo en el complejo del Carlos V debajo de la ex tribuna visitante "Diego de Luján" y que nunca se llegó a finalizar la obra, quedando por decantación el Edificio como sede natural y ya oficial del club). La misma cuenta con un amplio salón de bufet, salón, quincho y concentración propia para el equipo profesional de fútbol (con capacidad para 26 personas). Además posee múltiples espacios para realizar todas las actividades que posee la institución: gimnasio, canchas de fútbol 5, bochas, paddle, vóley y cancha cubierta de pelota paleta con capacidad para 300 espectadores (una de las mejores de Sudamérica). A fines de 2014 se inauguró la nueva sala de cine & teatro Flandria, con todas las comodidades para llevar a cabo estas y diversas actividades que nos ofrece la subcomisión de cultura.
Sabías que...
- Flandria es una palabra del idioma latín que quiere decir Flandes (región y provincia de Bélgica) donde era originario el creador de la Algodonera Flandria Julio Steverlynck. (Courtrai: 1895-Jáureguí:1975). Este nombre también aparece en la principal avenida de la localidad. Muchas otras palabras nativas del latín aparecen ocasionalmente en el pueblo (ej. la Banda de música "Rerum Novarum") y la razón radica en el catolicismo que Steverlynck profesaba y en el idioma que se hablaba en la iglesia por aquellos años.
- Colores: Los mismos fueron creados por obreros que integraban el equipo de la fábrica y que competían deportivamente por la zona de manera amateur y estos están tomados de la Algodonera Flandria (1928-1995). Los mismos radican de uno de los pueblos que está unificada Bélgica, los "Valones" que hablan francés (bandera roja y amarilla) y la "flamenca" que hablan holandés (de bandera amarilla y negra), siendo el amarillo el color que unifica ambos pueblos, es por eso que el amarillo se antepone sobre el color negro en la casaca canaria. El negro y el amarillo son los colores de la bandera de Flandes (región de Bélgica).
- Escudos: Flandria posee el clásico escudo circular de fondo amarillo y letras en negro con las siglas CSDF) y fue creado por el eslovaco Josef Hronsky (Zvolen: 1896-Luján: 1960), un habitante inmigrante que apareció en el pueblo durante la Segunda Guerra Mundial y gracias a su buena pluma no solo trabajaba en el sector de diseño de la Algodonera sino que fue el creador de todos los escudos de las instituciones del pueblo. 
29 años después de su fallecimiento y tras la "Revolución de Terciopelo" (división pacífica de la ex Checoslovaquia en 1989 en dos naciones Rep Chequia y Rep de Eslovaquia) su cuerpo fue repatriado con honores presidenciales.., pero lo que nadie sabía es que Hronsky fue soldado en la I Guerra Mundial (1914-1918), el principal escritor de su país natal, presidente del Consejo Nacional Eslovaco del extranjero y presidente honorario de la Asociación de Escritores y Artistas Eslovacos en el Extranjero, pero que debió huir del país (Austria, Italia y luego Argentina) perseguido por el partido popular I´udáci. Hoy sus restos descansan en el Cementerio Nacional de Martin (Eslovaquia) desde 1993, luego de pasar tres décadas en el campo santo de la localidad de Jáuregui.
Desde el 2004 el club adopta como escudo secundario al original al "León de Flandes" con el león rampante en negro sobre un fondo de color amarillo y el mismo representa a la región de Flandes y a la ex Algodonera (hoy Parque Industrial Villa Flandria).
- El nombre del Estadio Carlos V tiene su origen en la unión que hizo su constructor (Julio Steverlynck) entre ambas madres patrias (la del país, España y la del empresario textil, Bélgica), porque Carlos V fue Emperador del Sacro Imperio Romano Germánico, naciendo en la región de Flandes (Prinsenhof: 1500) y falleciendo en España (Monasterio de San Jerónimo del Yuste: 1558).
Su diagrama original y final contemplaba una visera de cemento sobre la tribuna actual y debajo de la misma un anfiteatro (bajo del sector "Pedro de Mendoza" (vestigio de eso se apreciaba hasta hace unos años atrás el foso donde iría destinado para la Banda de Música) y la sede del club Flandria (debajo de la tribuna "Diego de Luján"), donde incluso hoy se pueden ver los cimientos de la inconclusa obra en el sector de estacionamiento. Además frente a la misma estaba proyectada otra tribuna gemela a la actual (también con visera) con capacidad para otras 5.000 personas sentadas.

## Uniforme
- Uniforme titular: camiseta amarilla; pantalón amarillo y medias amarillas.
- Uniforme alternativo: camiseta blanca; pantalón blanco y medias blancas.
- Uniforme tercero: camiseta negra; pantalón negro y medias negras.

| Titular | Alternativo | Tercero |

En su camiseta aurinegra posee dos escudos, a la derecha el tradicional escudo circular del Club y a la izquierda se encuentra un nuevo escudo similar de estilo medieval, el cual posee el león de la bandera del Condado de Flandes (Bélgica).

### Uniformes históricos
| Ascenso 1998 | Ascenso 2014 | Ascenso 2016 | Ascenso 2021 |

### Indumentaria y patrocinador
| Período       | Proveedor         |
| ------------- | ----------------- |
| 1980-1984     | Olimpia           |
| 1985          | Adidas            |
| 1986-1988     | Texport           |
| 1988-1993     | Uhlsport          |
| 1993-1995     | Taiyo             |
| 1995-1997     | Sportlandia       |
| 1997-1998     | EZ                |
| 1998-2000     | Reusch            |
| 2000-2001     | Sport 2000        |
| 2001-2003     | Mebal             |
| 2003-2004     | NTV               |
| 2004-2005     | Don Balón         |
| 2005-2011     | Balompié          |
| 2011-2012     | Marca Propia      |
| 2012-2015     | Paso a Paso Sport |
| 2016-2019     | Sport 2000        |
| 2019-Presente | Angexia           |

| Período       | Patrocinador                 |
| ------------- | ---------------------------- |
| 1984-1985     | Banco del Oeste              |
| 1985-1986     | Sabanas Flandes              |
| 1988-1992     | Textal                       |
| 1992-1993     | La Flor de Luján             |
| 1993-1995     | Rosamonte                    |
| 1995-1997     | El Civismo                   |
| 1997-1998     | VCC                          |
| 1998-2000     | Dolce Neve                   |
| 2000-2001     | Sport 2000                   |
| 2001-2002     | Fideos 308                   |
| 2002-2003     | Molino Luján                 |
| 2003-2004     | Algoselán; Química FAR SRL   |
| 2004-2005     | Algoselán; Sanyocolor        |
| 2005-2006     | Algoselán; Cerámica Cortines |
| 2006-2011     | Algoselán                    |
| 2011-2014     | Algoselán; Cerámica Cortines |
| 2014-2019     | Algoselán                    |
| 2019-2021     | Algoselán; Cerámica Cortines |
| 2021-2022     | Cerámica Cortines            |
| 2023-Presente | Al Textile Canario S.A.      |

## Datos del club
- Temporadas en Primera División: 0
- Temporadas en Primera B Nacional: 4 (2016/17-2017/18 y 2022-2023)
- Temporadas en Primera B: 31 (1973-1979, 1998/99-2013/14, 2015-2016, 2018/19-2021 y 2024-presente)
- Temporadas en Primera C: 43 (1947-1949, 1953-1972 y 1980-1997/98 y 2014)
- Temporadas en Primera D: 3 (1950-1952)

### Total
- Temporadas en Primera División: 0
- Temporadas en Segunda División: 11
  - Temporadas en Primera B: 7 (1973-1979)
  - Temporadas en Primera B Nacional: 4 (2016/17-2017/18 y 2022-2023)
- Temporadas en Tercera División: 53
  - Temporadas en Primera C: 30 (1947-49, 1953-1972, 1980-1986)
  - Temporadas en Primera B: 23 (1998/99-2013/14, 2015-2016, 2018/19-2021 y 2024-presente)
- Temporadas en Cuarta División: 16
  - Temporadas en Tercera de Ascenso: 3 (1950-1952)
  - Temporadas en Primera C: 13 (1986/87-1997/98 y 2014)

### Línea de tiempo
| Jugador             | Años                            | Partidos |
| ------------------- | ------------------------------- | -------- |
| Alejandro González  | 2006-13/2014-                   | 365      |
| Adrián Brito        | 1996-2000/2001-04/2006-07       | 253      |
| Mario Mussón        | 2003-04/2006-07/2011-13/2014-18 | 223      |
| Walter Díaz         | 1996-99/2009-13                 | 215      |
| Cristian Barrientos | 1999-2003/2007-2010             | 209      |

| Jugador               | Años                    | Goles |
| --------------------- | ----------------------- | ----- |
| Andrés Montenegro     | 2001-02/2008-10/2014-17 | 45    |
| Miguel Ángel Ferreras | 1972-77/1978-79         | 40    |
| Oscar Castro          | 1973-77                 | 38    |
| Carlos Seppaquercia   | 1973-77                 | 38    |
| Leonardo Basso        | 1996-2001/2002-03       | 35    |

### Goleadas

#### A favor
- En Primera C: 8-0 a Central Argentino en 1972
- En Primera C: 7-1 a Ferrocarril Midland en 1998
- En Primera C: 6-0 a Juventud Unida en 2014
- En Primera B: 7-2 a Argentino de Quilmes en 2021.
- En Primera C: 5-0 a Brown de Adrogué en 1995
- En Primera B: 5-0 a Temperley en 2001
- En Primera D: 5-1 a Brown en 1952
- En Primera B Nacional: 5-2 a Nueva Chicago en 2018

#### En contra
- En Primera B: 5-2 vs Club Atlético Nueva Chicago en 2009

### Participaciones en Copa Argentina
| Año                    | Ronda                         | PJ | PG | PE | PP | GF | GC | DG |
| ---------------------- | ----------------------------- | -- | -- | -- | -- | -- | -- | -- |
| Copa Argentina 2011/12 | 2°Fase                        | 1  | 0  | 1  | 0  | 0  | 0  | 0  |
| Copa Argentina 2012/13 | 4°Fase                        | 2  | 0  | 2  | 0  | 0  | 0  | 0  |
| Copa Argentina 2013/14 | Fase Inicial Metropolitana II | 1  | 0  | 0  | 1  | 1  | 2  | -1 |
| Copa Argentina 2014/15 | 32vos de Final                | 3  | 0  | 3  | 0  | 3  | 3  | 0  |
| Copa Argentina 2022    | 16vos de Final                | 2  | 1  | 0  | 0  | 2  | 2  | 0  |
| Total                  |                               | 9  | 1  | 6  | 1  | 6  | 7  | -1 |

## Clásico
El clásico rival de Flandria es el Club Luján, club de la vecina ciudad homónima. Todos los partidos disputados entre ambos se llevaron a cabo en la Primera C. Luján no puede ganar el clásico desde la temporada 1993-94. Desde ese momento jugaron nueve partidos, con cuatro triunfos canarios y cinco empates.
El último partido oficial que disputaron fue un encuentro por la Tercera Fase de la Copa Argentina en el Carlos V, que culminó con empate en cero en los 90 minutos, y el cual se definió desde los doce pasos, con un resultado global de 6-5 a favor del canario.
La estadística total muestra 35 partidos oficiales, de los cuales Flandria ganó 14 (con 49 goles a favor), Luján 10 (con 44 goles) y 11 partidos fueron empates.
Otra de las rivalidades es contra el Club Deportivo y Mutual Leandro N. Alem que actualmente milita en la Primera C, cuarta división del fútbol argentino.

## Jugadores

### Plantel 2024
- Actualizado el 2 de febrero de 2024

- Los equipos argentinos están limitados a tener un cupo máximo de seis jugadores extranjeros, aunque solo cinco podrán firmar la planilla del partido

#### Altas
| Verano              |                |                               |          |
| Federico Díaz       | Guardameta     | Brown de Adrogué              | Libre    |
| Tomás Figueroa      | Guardameta     | Ituzaingó                     | Libre    |
| Juan Manuel Cabrera | Defensa        | Argentinos Juniors            | Préstamo |
| Dante Cardozo       | Defensa        | Villa Dálmine                 | Libre    |
| Marcos Miers        | Defensa        | Güemes de Santiago del Estero | Libre    |
| Iván Becker         | Centrocampista | Agente libre                  | Libre    |
| Mauro Bellone       | Centrocampista | Güemes de Santiago del Estero | Libre    |
| Franco Bustamante   | Centrocampista | Mitre de Santiago del Estero  | Libre    |
| Matías López        | Centrocampista | Club Mercedes                 | Libre    |
| Mariano Sagristani  | Centrocampista | Defensores de Belgrano (VR)   | Libre    |
| Esteban Ciaccheri   | Delantero      | Rivadavia de Lincoln          | Libre    |
| Cristian Cuenca     | Delantero      | Atlanta                       | Préstamo |
| Juan Cruz Franzoni  | Delantero      | Central Norte de Salta        | Libre    |
| Leonardo González   | Delantero      | Central Norte de Salta        | Libre    |
| Luca Navarra        | Delantero      | Ferro                         | Préstamo |
| Juan Pablo Zárate   | Delantero      | All Boys                      | Libre    |
| Invierno            |                |                               |          |
| -                   | -              | -                             | -        |

#### Bajas
| Verano                |                |                                |                  |
| Ignacio Gallardo      | Guardameta     | Luján                          | Fin de contrato  |
| Martín Perafán        | Guardameta     | Villa Dálmine                  | Fin de contrato  |
| Nicolás Arrechea      | Defensa        | Brown de Adrogué               | Fin de contrato  |
| Julián Correa         | Defensa        | Agente libre                   | Fin de contrato  |
| Cristian Broggi       | Defensa        | Güemes de Santiago del Estero  | Fin de contrato  |
| Julián Marchio        | Defensa        | San Martín de San Juan         | Fin de contrato  |
| Federico Murillo      | Defensa        | Ferro                          | Fin del préstamo |
| Alejandro Altuna      | Centrocampista | Sport Boys                     | Fin de contrato  |
| Ariel Cháves          | Centrocampista | Gimnasia y Tiro de Salta       | Fin de contrato  |
| Marcos Fernández      | Centrocampista | Estudiantes de San Luis        | Fin de contrato  |
| Julián Ford           | Centrocampista | Independiente de Chivilcoy     | Fin de contrato  |
| Gonzalo Papa          | Centrocampista | Güemes de Santiago del Estero  | Fin de contrato  |
| Marcos Rivadero       | Centrocampista | Deportivo Madryn               | Fin de contrato  |
| Lucas Seimandi        | Centrocampista | Ferro de General Pico          | Fin de contrato  |
| Juan Ignacio Barbieri | Delantero      | Deportivo Armenio              | Fin de contrato  |
| Martín Comachi        | Delantero      | Sportivo Belgrano              | Fin de contrato  |
| Alejandro Gagliardi   | Delantero      | Agropecuario de Carlos Casares | Fin de contrato  |
| Fernando Giménez      | Delantero      | Acassuso                       | Fin de contrato  |
| Facundo Melivilo      | Delantero      | San Miguel                     | Fin de contrato  |
| Catriel Sánchez       | Delantero      | Talleres de Córdoba            | Fin del préstamo |
| Franco Tisera         | Delantero      | San Telmo                      | Fin de contrato  |
| José Luis Torres      | Delantero      | Mitre de Santiago del Estero   | Fin del préstamo |
| Invierno              |                |                                |                  |
| -                     | -              | -                              | -                |

#### Cesiones
| Jugador | Posición | Destino | Fin del préstamo |
| ------- | -------- | ------- | ---------------- |
| -       | -        | -       | -                |

### Futbolistas destacados
- Sergio Darío Pighin: Conocido como "el chaucha", es el jugador que disputó la mayor cantidad de clásicos contra el Luján totalizando 6 encuentros en 11 años de trayectoria. Al igual que Rubén Bianchi y Rubén Faurlín, realizó toda su carrera deportiva en el club.

- Carlos Seppaquercia: Posee el récord del gol más rápido del fútbol Argentino, un histórico goleador de la antigua Primera B. Jugador de impresionante pegada, fue vendido a River Plate y luego pasó por Gimnasia de la Plata, terminando su carrera en el club en los mediados de los 80.

- Julio Apariente: Jugador de las inferiores del club, fue un importante artífice del ascenso de 1972 siendo autor del tercer gol de dicho encuentro al ejecutar con éxito un tiro libre, jugó también en Ferrocarril Oeste.

- Sergio García: Arquero del Canario que ostenta el récord de ser el único jugador del Club que fue convocado a la Selección Juvenil Argentina aun jugando para el club. Obtuvo el título de Campeón del Mundo en 1979 en Japón, fue compañero de Maradona, Ramón Díaz, Calderón, entre otros. Luego de retornar del mundial, fue transferido a Tigre, y en 1991 a Banfield.

- Andrés Montenegro: Máximo goleador histórico del club y dos ascensos ganados como jugador, además de haber comandado el equipo que devolviera al equipo al Nacional B durante la Primera B (Argentina) 2021.

- Lautaro Gordillo: Posee el récord de meter 5 goles en un mismo partido en la goleada 7 a 2 vs Argentino de Quilmes (01/10/2021). Este partido además se caracterizó por la vuelta del público a los estadios luego de 579 días.

## Palmarés

### Torneos nacionales
- Primera B (2): 2016, 2021
- Primera C (2): 1997/98,[11][12] 2014
- Primera D (1): 1952

### Otros logros
- Ganador del Torneo Clausura de  Primera B (1): 2021

- Ascenso a Primera B por Torneo Reducido (1): 1972

- Ascenso a Primera B como ganador de la Zona B (1): 2014

## Otras Actividades
El club no solo desarrolla la práctica de fútbol, sino que además en la Sede Social se realiza:
- Arquería
- Patín artístico
- Teatro
- Vóley
- Pelota paleta
- Bochas
- Pádel